# Church Stowe
Church Stowe est un village du Northamptonshire, en Angleterre.